# 箕面市立西小学校
箕面市立西小学校（みのおしりつ にししょうがっこう）は、大阪府箕面市にある公立小学校。
箕面市西部の住宅地から箕面山山麓の一帯を校区とし、校区には箕面国定公園・箕面温泉・箕面の滝なども含まれている。
1965年に箕面市立箕面小学校から分離開校した。学校敷地は、旧丸善石油（現・コスモ石油）高等工学院およびその礼拝施設である「宇宙の宮」跡地を立地としている。また大阪府では初めて学校協議会を設置した学校でもある。

## 沿革
- 1965年4月1日 - 箕面市立箕面西小学校として開校。
- 1965年11月1日 - 開校式を実施。校歌発表。
- 1968年4月1日 - 箕面市立西小学校と改称。
- 1972年3月21日 - 屋内運動場完成。
- 1972年6月30日 - プール完成。
- 2000年6月 - 学校協議会を設置。

## 通学区域
- 箕面市 箕面1丁目（一部）・6丁目（一部）、7丁目・8丁目。
- 箕面市 西小路1丁目（一部）。
- 箕面市 桜1丁目、2丁目、3丁目（一部）
- 箕面市 桜ヶ丘1丁目、新稲1丁目 - 7丁目、箕面公園、温泉町。

卒業生は基本的に箕面市立第一中学校に進学する。

## 交通
- 阪急箕面線 箕面駅 南西へ徒歩12分
- 阪急箕面線 牧落駅北西へ徒歩12分
- 阪急バス「新稲東」徒歩3分

## おもな卒業生
- 穴田真規（元プロ野球選手）
- 坂本剛（舞台俳優）
- 菅田将暉（俳優）